# Dyppeln (Värmdö socken, Uppland, 657874-165537)
Dyppeln är en våtmark,, tidigare sjö i Värmdö kommun i Uppland och ingår i Norrström-Tyresåns kustområde.